# Fortunat Bonich
Fortunat Bonich (València, segle xix) va ser un pintor valencià.
Natural de València, era germà del miniaturista Miquel Bonich. Va ser deixeble de Vicent López a la Reial Acadèmia de Belles Arts de Sant Carles.
El 1851 va participar en l'exposició col·lectiva anual de 1851 de l'Associació d'Amics de les Belles Arts de Barcelona. En termes generals està documentat com a pintor a València, on va assolir cert renom. Per tal d'assolir més reconeixement va participar en diverses exposicions locals organitzades per la Societat Econòmica d'Amics del País. Hi va presentar diverses pintures d'història com El Belisari, Tarquini i Lucrècia i David després d'haver mort Goliat. També tractà temes mitològics a la de 1855 com Centaure i Deianira, Homer arriba a l'illa d'Íos i Joc de nois, totes elles elogiades per la premsa local valenciana. La darrera obra la va presentar a l'Exposició Nacional de Belles Arts de 1856. L'any següent va participar en l'Exposició del Liceu de València amb diverses còpies de retrats de Vicent López, les obres del qual encara tenien molta acceptació a la ciutat, per tal d'assolir més reconeixement. La darrera notícia sobre Bonich és de 1867 com a expositor a l'Exposició Regional de València amb el quadre commemoratiu Constitució de la Societat Econòmica el 1777.
Segons Frontaura i Ossorio també va dedicar-se a la litografia, i citen una làmina de sant Vicent. El baró d'Alcalahí esmenta que va conrear el retrat.
Quant a la tècnica de Bonich, va ser objecte d'un petit anàlisi per part del baró d'Alcalahí, que esmenta l'obra Homer arriba a l'illa d'Íos, de la qual només elogia el cap d'Homer, però qualifica de mediocre la resta. Opina que la millor obra de Bonich és Joc de nois pel bon acabat de les figures, malgrat que a un dels nens que apareix li tapen els ulls per l'acció de treure una fruita; considera que l'obra és franca, però abusa de tonalitat morades. Sobre els retrats, les figures presenten una gran semblança amb el model, però creu que són deficients en colorit.